# Эсета, Бруно де
Бруно де Эсета-и-Дудагоитиа (исп. Bruno de Heceta (Hezeta) y Dudagoitia, 1744—1807) — испанский мореплаватель.

## Биография
Родился в Бильбао в древней баскской семье. О его судьбе ничего не известно вплоть до 1774 года, когда после возвращения экспедиции Хуана Переса, которая должна была достигнуть 60-й параллели, но не смогла проплыть так далеко на север, вице-король Новой Испании Антонио Мария де Букарели-и-Урсуа решил отправить новую экспедицию для исследования северо-западного побережья Америки.
Экспедиция отплыла 16 марта 1775 года из Сан-Бласа на двух судах: Эсета командовал фрегатом «Santiago», который сопровождала шхуна «Sonora», под командованием Хуана де Айала и пакетбот «San Carlos». Вскоре после начала экспедиции Айала перешёл на «San Carlos», капитан которого заболел, а командование шхуной «Sonora» принял Хуан Франсиско де ла Бодега-и-Куадра; штурманом экспедиции был Франсиско Морелль.
По достижении залива Монтерей в Верхней Калифорнии «San Carlos» отделился для исследования пролива Золотые Ворота, а «Santiago» и «Sonora» продолжили путь на север до Пунта-де-лос-Мартирес, где 29 июля Эсета решил вернуться в Сан-Блас; по пути им было открыто устье реки Колумбия. Эсета сначала воспринял устье как большой залив, и попытался в него войти, но встречное течение было таким сильным, что корабль не мог его преодолеть, несмотря на полные паруса; тогда Эсета сделал вывод, что перед ним — либо устье реки, либо пролив, соединяющий два моря. Он назвал это место «Байя де ла Асунсьон» (Bahia de la Asunciõn) и составил карту местности, как он её видел с моря; впоследствии на испанских картах эстуарий Колумбии часто отмечался как «вход Эсеты» (Entrada de Hezeta). 8 сентября суда Эсеты и Айалы встретились, и вместе вернулись в Сан-Блас.
Впоследствии Эсета вернулся в Испанию, воевал в Европе против Франции и Великобритании, и в итоге дослужился до генерал-лейтенанта.
В честь Эсеты названы остров Хеката (Heceta Island) на Аляске (в архипелаге Александра), а также мыс Хасета (Heceta Head) на побережье штата Орегон и расположенный на этом мысу маяк.